# Eddy Carazas
Eddy Carazas (Lima, 27 febbraio 1974) è un ex calciatore peruviano, di ruolo centrocampista.